# Lisa McIntosh
Elizabeth McIntosh, detta Lisa (Melbourne, 16 dicembre 1982), è un'ex atleta paralimpica australiana.

## Biografia
McIntosh è nata nel sobborgo di Sandringham, a Melbourne nel 1982. È affetta da paralisi cerebrale infantile che le compromette il suo lato sinistro. Lavora come istruttrice di nuoto e vive nel sobborgo di Beaconsfield, a Melbourne.
McIntosh ha gareggiato per la prima volta con i colori dell'Australia ai mondiali 1998, dove ha vinto un oro, un argento e un bronzo rispettivamente nei 400 metri, nei 100 metri e nei 200 metri. Alle Paralimpiadi estive del 2000 a Sydney, dove vince tre medaglie d'oro nei 100, 200 e 400 metri della categoria T37 e T38. Grazie a questo ricco bottino, le viene conferita la Medaglia dell'Ordine dell'Australia ed è nominata Giovane Paralimpica femminile dell'anno. Alle Paralimpiadi di Atene 2004, vince la medaglia di bronzo nei 100 metri, l'argento nei 200 metri e ottiene il quinto posto nella gara dei 400 metri. Alle Paralimpiadi estive del 2008, vince due medaglie d'oro nei 100 metri e nei 200 metri. Detiene il record mondiali nei 100, 200 e 400 metri della categoria T37. Nel 2008, è stata nominata Paralimpica Femminile dell'Anno.
Ai mondiali di atletica leggera paralimpica, ha ottenuto il titolo mondiale nei 100 metri e nei 200 metri categoria T37 sia a Lille 2002 che ad Assen 2006. Ai Giochi del Commonwealth di Melbourne 2006 ha vinto la medaglia d'oro nella gara dei 100 metri donne. Nel 2003, è stata alla Australian Institute of Sport.

## Palmarès

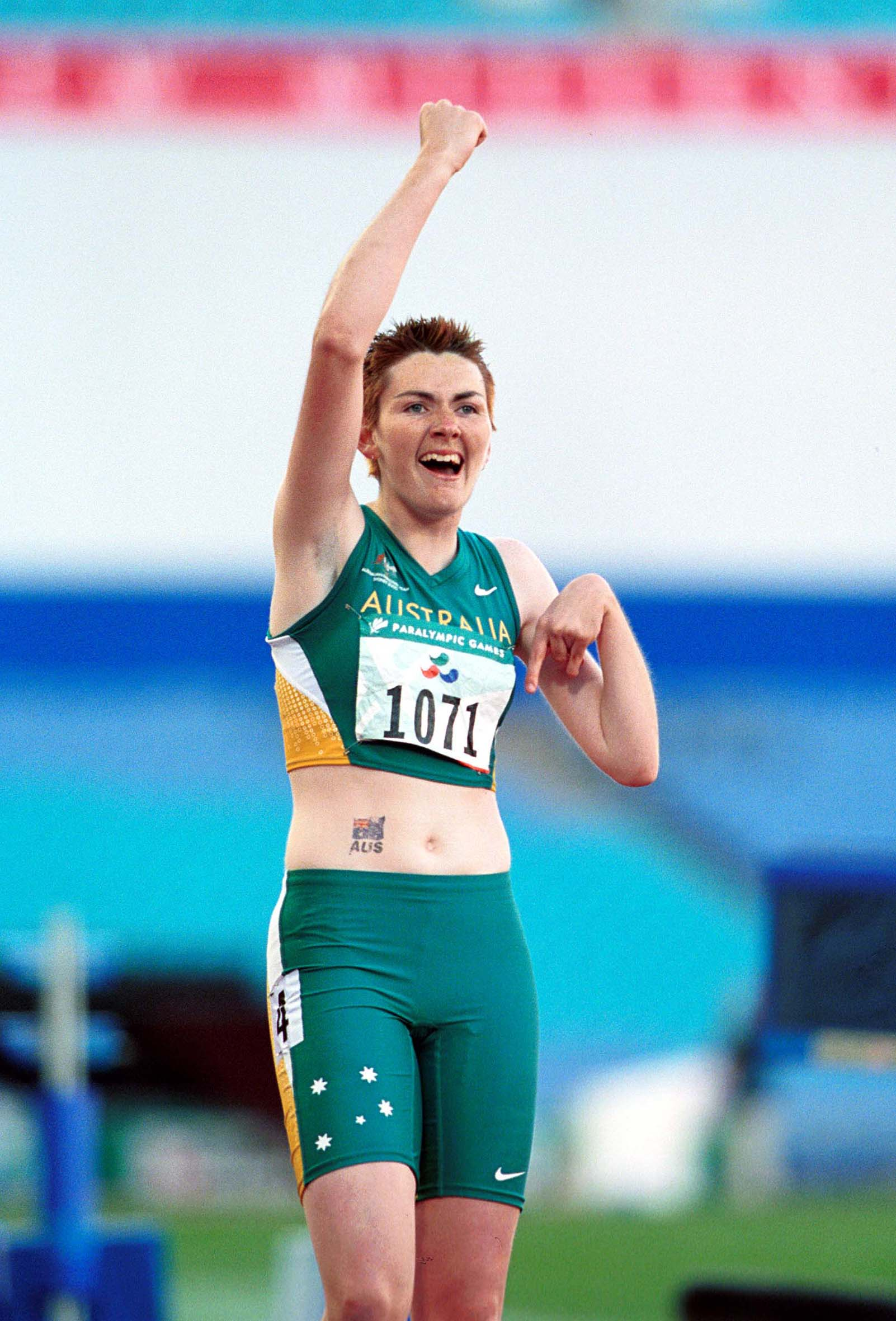
McIntosh celebra la vittoria nella gara dei 200 m T38 alle Paralimpiadi del 2000

### Giochi paralimpici
- 7 medaglie:
  - 5 ori (100 m, 200 m, 400 m ad Sydney 2000; 100 m, 200 m a Pechino 2008)
  - 1 argento (200 m a Atene 2004)
  - 1 bronzo (100 m ad Atene 2004)

### Mondiali paralimpici
- 8 medaglie:
  - 5 ori (400 m a Birmingham 1998; 100 m, 200 m a Lilla 2002; 100 m, 200 m ad Assen 2006)
  - 1 argento (100 m a Birmingham 1998)
  - 2 bronzi (200 m a Birmingham 1998; 400 m a Lilla 2002)

### Giochi del Commonwealth
- 1 medaglia:
  - 1 oro (100 m a Melbourne 2006)